# Göteborger Symphoniker
Die Göteborger Symphoniker (schwedisch Göteborgs Symfoniker, englisch Gothenburg Symphony Orchestra) sind ein schwedisches Orchester, das seinen Sitz in Göteborg hat.

## Geschichte
Das Orchester wurde 1905 gegründet und darf sich seit 1997 als Schwedisches Nationalorchester bezeichnen. Ein Bekanntheitsschub setzte in den 1980er Jahren mit der Verpflichtung von Neeme Järvi als Chefdirigent ein, der das Orchester mit zahlreichen Tonaufnahmen international bekannt machte. Durch einen Industriesponsor konnte in dieser Zeit auch die Größe des Orchesters von 80 auf 110 Musiker erhöht werden. Das GSO hat in den letzten 10 bis 15 Jahren mehrere Tourneen unternommen. Unter anderem spielte es in London, Wien, Boston und Shanghai und hat sowohl beim Publikum als auch bei den Kritikern großen Anklang gefunden.
Das GSO hat ein breites Repertoire, doch sein besonderes Interesse gilt den Meisterwerken nordischer Komponisten der Spätromantik, wie Jean Sibelius und Edvard Grieg. Tonaufnahmen werden ebenfalls von Werken nordischer Komponisten dominiert.
Die Göteborger Symphoniker spielen in der 1935 erbauten, für ihre hervorragende Akustik bekannten Göteborger Konzerthalle.

## Chefdirigenten
- 1905–1907 Heinrich Hammer
- 1907–1922 Wilhelm Stenhammar
- 1922–1925 Ture Rangström
- 1925–1939 Tor Mann
- 1941–1953 Issay Dobrowen
- 1953–1960 Dean Dixon
- 1960–1967 Sten Frykberg
- 1967–1973 Sergiu Comissiona
- 1974–1976 Sixten Ehrling
- 1976–1979 Charles Dutoit
- 1982–2004 Neeme Järvi
- 2004–2007 Mario Venzago
- 2007–2012 Gustavo Dudamel
- ab 2017 Santtu-Matias Rouvali

## Leitende Gastdirigenten
- 2002–2013 Christian Zacharias[1]
- 2003–2007 Péter Eötvös[2]
- 2013–2019 Kent Nagano (auch als künstlerischer Berater tätig)[3][4]
- seit 2019 Barbara Hannigan, Christoph Eschenbach[4]

## Diskografie
- 1995 Swedish Bassoon Concertos. Intim Musik
- 1999 Grieg: Piano Concerto; Peer Gynt Suites 1 & 2. Deutsche Grammophon
- 2002 Miaskovsky: Symphony No. 6. Deutsche Grammophon
- 2012 Sibelius: Symphonies Nos. 5 & 7; Karelia Suite . Decca Records, Deutsche Grammophon